# The Straits Times
The Straits Times – singapurski dziennik. Został założony w 1845 roku. Jest najpoczytniejszą gazetą w kraju.